# Ambrosio Salazar
Ambrosio Salazar y Márquez (Concepción, 6 de diciembre de 1856-Lima, 9 de enero de 1946) fue un militar peruano de destacada participación durante la Campaña de la Breña en la Guerra del Pacífico.

## Biografía
Nació en Antalá, jurisdicción del pueblo de Quichuay, anexo del distrito de Concepción. Fue hijo del hacendado Asencio Salazar y de María Márquez y sus hermanos fueron Eduardo y Juan Pablo Salazar y Márquez.
Realizó sus primeros estudios en la escuela fiscal n.º 505 de Concepción y los secundarios en el colegio "Santa Isabel" de Huancayo. En el verano de 1879, se encontraba expedito para iniciar sus estudios en la Universidad Nacional Mayor de San Marcos, pero el estallido de la guerra los truncó retornando a su tierra natal.

## Guerra del Pacífico

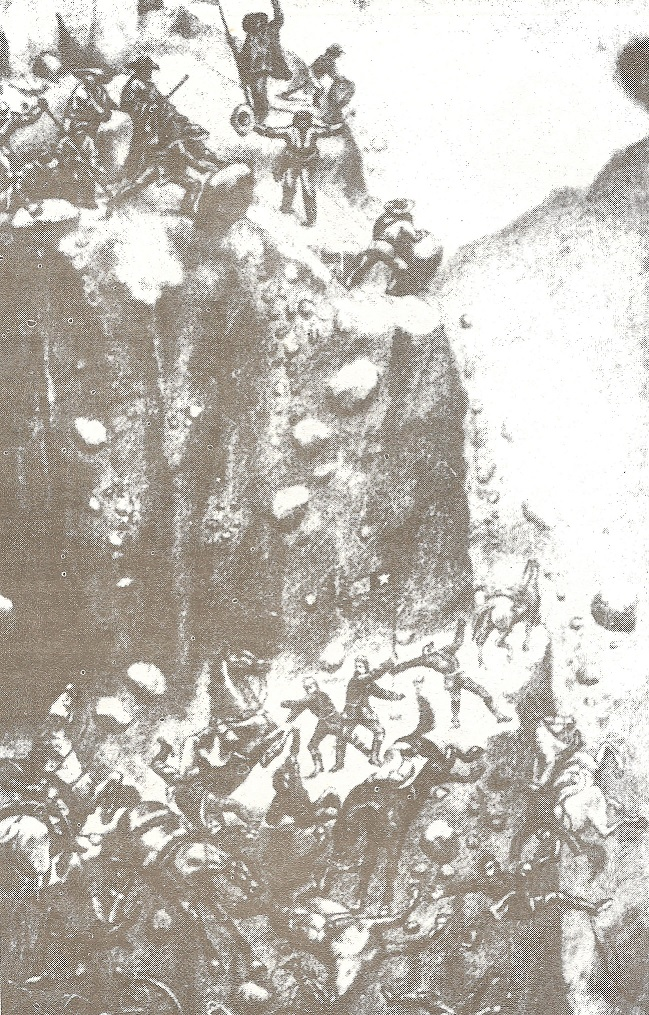
Ambrosio Salazar dirigió a los guerrilleros comasinos en la emboscada de Sierralumi.

Iniciada la Campaña de la Breña, tras la ocupación de Lima en enero de 1881 por parte del ejército de Chile, en marzo de 1882 Ambrosio Salazar recibió de los pobladores de Comas un oficio en el cual le solicitaban su dirección y asesoramiento para combatir a un destacamento de caballería chileno que, al mando del teniente Álamos, había visitado su poblado por la mañana, haciéndoles el requerimiento de pagar un fuerte cupo de guerra a su regreso bajo amenaza de tomarlo por la fuerza y reducir el pueblo a cenizas. Ante ello, Salazar se trasladó al lugar con sus hombres donde, reunido con los comasinos, organizó lo que sería la emboscada de Sierralumi el 2 de marzo de 1882, en la cual el pelotón chileno fue derrotado y puesto en fuga lográndole tomar todo el botín que había requisado en su expedición, junto con algunas armas y caballos de los muertos.
Esto le valió que el 30 de marzo de ese mismo año fuera nombrado por el general Andrés Avelino Cáceres como "Comandante Militar de la plaza de Comas", organizando las guerrillas que participaron en el ataque a la guarnición chilena de Concepción, los días 9 y 10 de julio de 1882, en el cual la 4.ª compañía del batallón Chacabuco fue completamente exterminada. En los días siguientes, la fuerza a su mando participó en el combate de San Juan Cruz y las acciones sostenidas hasta la retirada de la expedición chilena del coronel Estanislao del Canto.
En mayo de 1883, con el rango de teniente coronel, fue comisionado por el general Cáceres para organizar nuevas fuerzas en Izcuchaca y reunirse con las que mandaba el coronel Justo Pastor Dávila. Debido a esto, no participó en la marcha al norte del ejército peruano que culminó en su derrota en la batalla de Huamachuco.
A pesar de este desastre, continuó combatiendo el resto de la guerra, participando en las acciones contra la expedición del coronel Martiniano Urriola. Terminada la guerra, regresó a su fundo natal donde se dedicó a la agricultura y a la redacción de sus Memorias, desempeñando algunas funciones públicas durante el gobierno de Cáceres. En 1907, el Congreso de la República le confirió la medalla de "Vencedor del combate de Concepción".
Para atender su salud, se trasladó en 1938 a Lima, donde falleció el 9 de enero de 1946 a la edad de 89 años.